# Beth Greene
Beth Greene est un des personnages principaux de la série télévisée The Walking Dead. Elle est interprétée par Emily Kinney et doublée en version française par Lucille Boudonnat de la saison 2 à 5.

## Biographie fictive

### Saison 2
C'est une jeune fille aux cheveux blonds et aux yeux bleus qui ne fait guère face à la réalité. Elle est discrète et assez timide, aidant sa famille du mieux possible à la ferme des Greene depuis le début de l’épidémie. 
Fille cadette de la famille Greene, demi-sœur de Maggie et fille de Hershel, elle est traumatisée par la mort de sa mère Annette après le massacre de la grange. Elle sombre dans une dépression profonde après avoir vu les membres de sa famille et ses voisins, qui étaient devenus des rôdeurs enfermés dans la grange de son père, être exterminés. Elle veut mettre fin à ses jours et tente de convaincre Maggie de faire de même. Andrea essaye de la dissuader de se suicider en lui racontant l'histoire de sa sœur Amy. Malgré cela, elle fait une tentative de suicide en se coupant les veines, mais elle se rend compte qu'elle veut vivre.
Elle est témoin de la mort de Patricia lors de l'épisode final et perd aussi son petit ami. Finalement, elle fait partie des survivants de la ferme.

### Saison 3
Elle veille sur Hershel. Elle est assez effacée, mais rassure le groupe et s'occupe de distraire les rôdeurs lors du premier épisode de la saison pour permettre au reste du groupe de vider la prison des rôdeurs.
Elle n'hésite pas à prendre la défense de Lori en remettant Carl à sa place lorsque ce dernier s'oppose à sa mère au début de la saison.
Elle fait une nouvelle fois partie des survivants de l'épisode final.

### Saison 4
Beth est toujours aussi effacée, s'occupant surtout de la petite Judith. Entre la troisième et la quatrième saison, elle entretient une relation avec Zach mais ce dernier est tué dès le 1er épisode de la saison (30 jours sans accident). Lorsque Daryl lui annonce sa mort, elle indique ne plus pleurer désormais. Ils se disent qu'ils sont fatigués de perdre des gens et elle le serre dans ses bras. Daryl, plutôt hésitant, commence à établir un lien.
Elle est ensuite enfermée et mise en quarantaine avec Judith, Carl et les autres enfants pour les protéger de l'épidémie lorsque cette dernière se répand dans la prison et tue les survivants.
Lors de l'épisode final de la mi-saison Désespéré, elle laisse la garde de Judith aux enfants pendant l'assaut de la prison mais, en tentant d'aider, ils oublient Judith au milieu de la cour. Elle est aussi témoin de la décapitation de son père par Le Gouverneur et Beth s'enfuit alors avec Daryl de la prison à la fin de l'épisode.
Un soir, près d'un feu de camp, elle invite Daryl à pister les éventuels survivants de la prison. Ils trouvent des empreintes d'enfants, peut-être Luc et Molly, Beth pense qu'ils sont vivants alors que Daryl en doute. Ils repèrent aussi les traces du groupe de Tyreese. Ils finissent par arriver au bord d'une voie ferrée, celle-là même où Carol, Tyreese, Lizzie, Mika et Judith sont passés quelque temps plus tôt et découvrent plusieurs rôdeurs dont Christopher et son père dévorants les cadavres de Luc et Molly. Beth est effondrée, mais Daryl lui fait signe de poursuivre leur route.
Beth déclare alors qu'elle voudrait boire de l'alcool pour la première fois de sa vie. Ils se remettent alors en route, et Daryl la guide dans une cabane de chasseur qu'il dit avoir trouvé avec Michonne. Il y a toute une réserve de 'moonshine'. Ils se mettent donc à boire, et Beth décide de faire un jeu, ce qui provoque Daryl qui s'énerve, commençant à se confier à elle. Ils sortent ensuite, et toujours aussi énervé, se met à dire tout ce qu'il a sur le cœur. Il se met à pleurer et Beth le serre fort dans ses bras. Au soir, ils sont toujours en train de boire, assis dehors. Ils parlent un moment et Beth lui dit qu'il sera certainement le dernier homme debout, lui disant ensuite qu'elle lui manquera beaucoup quand elle se fera tuer. Beth commence alors à occuper une place assez importante auprès de Daryl. Ils finissent par brûler cet abri (d'après Beth, ce serait pour oublier le passé de Daryl, qui vivait dans ce genre de cabane).
En continuant leur route, Daryl se met à lui apprendre à utiliser son arbalète ainsi qu'à traquer. Ce qui prouve qu'elle compte pour lui, car elle est la seule à avoir pu toucher son arbalète jusqu'alors. Blessée au pied après avoir été prise dans un piège de chasseur, Daryl la fait monter sur son dos et se met en route pour trouver un endroit sûr pour qu'elle puisse se reposer. Ils traversent un cimetière avant qu'ils ne s'arrêtent devant une tombe, sur laquelle est marquée « Beloved Father » (Père Bien-Aimé). Ils pensent alors à Hershel. Ils continuent ensuite leur chemin et tombent sur une maison. Ils y trouvent des rôdeurs maquillés pour ressembler à des humains normaux. Beth trouve ça magnifique et essaie de convaincre Daryl de le dire aussi. Ils y trouvent aussi énormément de ressources. Se rendant compte que la maison était entretenue, ils se disent alors que quelqu'un y vit. Beth propose d'y rester en se disant qu'il reste encore de bonnes personnes, mais Daryl repousse cette idée, convaincu du contraire. Il décide qu'ils n'y passeront que la journée. Plus tard, Beth se met à jouer du piano et à chanter, comme à son habitude. Daryl déclare alors qu'ils pourraient finalement y rester si l'habitant de cette maison est quelqu'un de bien. Beth sourit et lui demande s'il pense maintenant qu'ils restent des bonnes personnes, et ce qui l'a fait changer d'avis. Il répond qu'il ne sait pas mais elle insiste. 
Alors que la maison est soudainement attaquée par des rôdeurs, Daryl ordonne à Beth de fuir. Cette dernière s'exécute mais lorsque Daryl la rejoint dehors, il se rend compte que Beth vient d'être kidnappée à bord d'une voiture qui démarre à toute allure.

### Saison 5
Dans l'épisode Etrangers, la voiture dans laquelle elle a été enlevée réapparaît. Daryl et Carol se lancent à sa poursuite.
Dans l'épisode L'Hôpital, Beth se réveille dans un hôpital. Elle découvre qu'elle est dans une ville, elle appelle à l'aide en tapant à la porte, l'agent Dawn Lerner et le Docteur Steven Edwards se présentent à elle et lui disent qu'elle n'a rien à craindre. Dawn Lerner lui explique qu'ils l'ont sauvée des rôdeurs. S'ils rencontrent des gens blessés en contrepartie des soins médicaux prodigués, la personne doit s'acquitter d'une dette en rendant des petits services de ménage. Beth rencontre Noah, qui lui dit que cela fait un an qu'il est dans cet hôpital et qu'il veut s'enfuir. Beth est d'accord pour le suivre. Une jeune femme se nommant Joan a fait une tentative d'évasion et a été mordue par un rôdeur. Dawn prend la décision de l'amputer et Beth la maintient pour qu'elle ne se débatte pas pendant que le Docteur Edwards pratique l'intervention. Tout en discutant avec le Docteur Edwards, ce dernier lui demande de préparer un médicament dont elle ne connaît pas l'usage et qu'elle doit injecter sur un patient. Celui-ci se met à convulser et décède. Commence ensuite le plan d'évasion. Elle se rend dans le bureau et en cherchant les clés découvre que Joan s'est suicidée. Elle cherche la clé de la porte qui mène à l’ascenseur, mais à ce moment-là Gorman rentre dans la pièce et lui dit que cela restera entre eux. Beth assomme Gorman et il se fait dévorer par Joan changée en rôdeur. Noah et Beth parviennent à sortir de l'hôpital mais seul Noah réussit à s'échapper. Dawn et Beth ont une altercation sur les raisons de l'évasion et Beth se fait assommer. Soignée par le Dr Edwards, Beth découvre que ce dernier n'est pas le brave homme qu'elle croyait. Il a volontairement trompé Beth sur le médicament pour tuer ce patient blessé qui était médecin lui aussi, ce qui aurait fait de lui un rival. Beth s'empare de ciseaux, fermement décidée à s'évader de nouveau, quand rentre une civière portant Carol, blessée et inconsciente sur un brancard.
Dans l'épisode Croix, Beth, passant la serpillière, espionne un agent de police et l'agent Dawn qui discutent de la fameuse patiente du bloc 2. Beth s'interpose entre eux puisqu'ils estiment que Carol demande trop de ressources et qu'ils veulent la laisser sans soins. Dawn annonce à Beth qu'en agissant de la sorte elle a signé l'arrêt de mort de Carol mais, paradoxalement, elle lui donne une clé et l'aide à la sauver.
Dans l'épisode Coda, à l'hôpital, Dawn n'ayant pas de nouvelles de ses hommes perd pied mais Beth la réconforte. Les deux femmes développent un lien. Plus tard, un officier de Dawn remet en question son rôle de chef et Beth est contrainte d'aider Dawn à le tuer. Beth se sent une fois de plus utilisée, ce que Dawn dément. Alors que le groupe de Rick arrive dans l’hôpital pour faire l'échange, Dawn demande que Noah reste également, ce dernier accepte afin d'éviter un bain de sang mais Beth s'interpose et plante une paire de ciseaux dans l'épaule de Dawn, qui par réflexe, appuie sur la détente et lui tire une balle dans la tête. Elle meurt donc sur le coup devant ses amis qui étaient venus la secourir. Daryl porte son corps à la sortie de l'hôpital où Maggie découvre la mort de sa sœur.
Dans l'épisode Ce qui s'est passé et le monde dans lequel on vit, Beth apparaît comme une hallucination à Tyreese.
Dans l'épisode Oublier, Sasha a de très courts flash-back et nous pouvons voir Beth pendant 2 secondes.